# Le mura di Gerico (film 1948)
Le mura di Gerico (The Walls of Jericho) è un film del 1948 diretto da John M. Stahl.
È un film drammatico statunitense con Cornel Wilde, Linda Darnell, Anne Baxter e Kirk Douglas. È basato sul romanzo di Paul Wellman ed è ambientato a Jericho, Kansas, nel 1908.

## Trama
Dave e Belle Connors, coppia infelice, invitano i neosposi Tucker e Algeria Wedge a casa loro. Algeria è sempre stata innamorata di Dave, che non ha mai ricambiato i suoi sentimenti, tanto che quando Dave annuncia di volersi candidare alla carica di governatore spinge il marito Tucker a fare lo stesso.
Dave ritrova Julia Norman, una vecchia amica, anche lei innamorata di lui dalla fanciullezza, e questa volta ricambia, ma presi dai rimorsi decidono di interrompere la storia e Julia decide di lasciare la città. Nel frattempo Marjorie, una amica di Dave e Julia, scappa di casa dopo aver ucciso accidentalmente un uomo che la stava molestando e chiede aiuto a Julia e in seguito Dave accetta di difenderla in tribunale. 
Algeria, che ha scoperto la relazione tra Dave e Julia, intende usare questa informazione per rovinare Dave e racconta tutto alla moglie Belle. La donna spara a Dave e la difesa quindi passa alla sola Julia, che però decide di usare la storia del tradimento per difendersi dalle maldicenze e dimostrare l'ossessione di Algeria nei confronti di Dave.
La giuria infatti non condanna Marjorie e Julia, alla fine del film, va a trovare Dave in ospedale.

## Produzione
Il film, diretto da John M. Stahl su una sceneggiatura i Lamar Trotti con il soggetto di Paul Wellman (autore del romanzo), fu prodotto  dallo stesso   Trotti per la Twentieth Century Fox Film Corporation.

## Distribuzione
Il film fu distribuito con il titolo The Walls of Jericho negli Stati Uniti dal 4 agosto 1948 al cinema dalla Twentieth Century Fox.
Alcune delle uscite internazionali sono state:
- in Svezia il 22 novembre 1948 (Jerikos murar)
- in Finlandia il 17 giugno 1949 (Jerikon muurit)
- in Portogallo il 26 agosto 1949 (Muralhas Humanas)
- in Spagna il 17 marzo 1950 (Murallas humanas)
- in Brasile (As Muralhas de Jericó)
- nei Paesi Bassi (De muren van Jericho)
- in Grecia (Ta teihi tis Ierihous)
- in Jugoslavia (Zidovi Jerihona)
- in Italia (Le mura di Gerico)

## Promozione
La tagline è: "A famed best-seller speaks the heart of a town that couldn't hold their kind of love!".

## Critica
Secondo il Morandini il film è "senza interesse" nonostante l'ottimo cast.